# Diamond D-Jet
Даймонд D-Jet (англ. Diamond D-Jet) — п'ятимісний однодвигунний реактивний бізнес-літак, розроблений компанією Diamond Aircraft (Австрія). У 2007 році літак проходив сертифікацію.

## Технічні характеристики
- Число місць: 1 пілот, 4 пасажири

Двигун:
- Виробник: Williams
- Тип: FJ33-4A-19 турбовентиляторних

Вага:
- Максимальна злітна вага: 2580 кг
- Максимальна вага: 2590 кг
- Вантажна місткість: 1016 кг

Розміри:
- Розмах крила: 11.4 метра
- Довжина: 10.7 метра
- Висота: 3.5 метра

- Місткість палива: 790 літрів
- Максимальна швидкість: 583 км/год
- Крейсерська швидкість: 390 км/год
- Максимальна висота: 7620 метрів
- Практична стеля: 7500 метрів
- Дальність польоту з повним паливним баком: 2500 км

## Ціна
Базова ціна: $ 1.480.000